# Famille de Bernuy
La famille de Bernuy est une famille anoblie[réf. nécessaire] française, s'étant établie à Toulouse, mais étant originaire d'Avila, ville de la couronne de Castille. Elle est connue de par l'activité de certains de ses membres dans le commerce du pastel durant le XVIe siècle dans le sud de la France mais aussi dans les Flandres et en Angleterre. 

## Histoire

### Origine
La famille de Bernuy est originaire de Castille, certainement d'Ávila. Cependant, ayant probablement des origines juives, certaines branches de la famille aurait été obligées d'émigrer à Burgos, Medina del Campo, Toulouse et en Flandres en raison des persécutions antisémites courantes en Castille à cette période. Ainsi, dès la fin du XVe siècle, les de Bernuy sont présents dans tous les grands centres du commerce du pastel, ceux cités ci-dessus mais aussi Londres et Anvers. 

### Siècle d'or
Une branche particulière de la famille s'élèvera socialement et deviendra immensément riche : ce sont les enfants de Pedro de Bernuy ; Jean, Diego (puis son fils, Diego de Bernuy Orense), Hernando et Cristobal. Ils sont tous les 4 associés dans la vente du pastel, Jean se chargeant de la production et du transport jusqu'aux quartiers généraux de ses frères, Diego supervisant la famille et s'occupant des affaires dans la péninsule ibériques, Hernando étant associé à Anvers et Cristobal à Londres. Ils contrôlaient ainsi toutes les étapes du commerce, de la pousse de la guède à la vente du colorant, en passant par sa production et par son transport. 

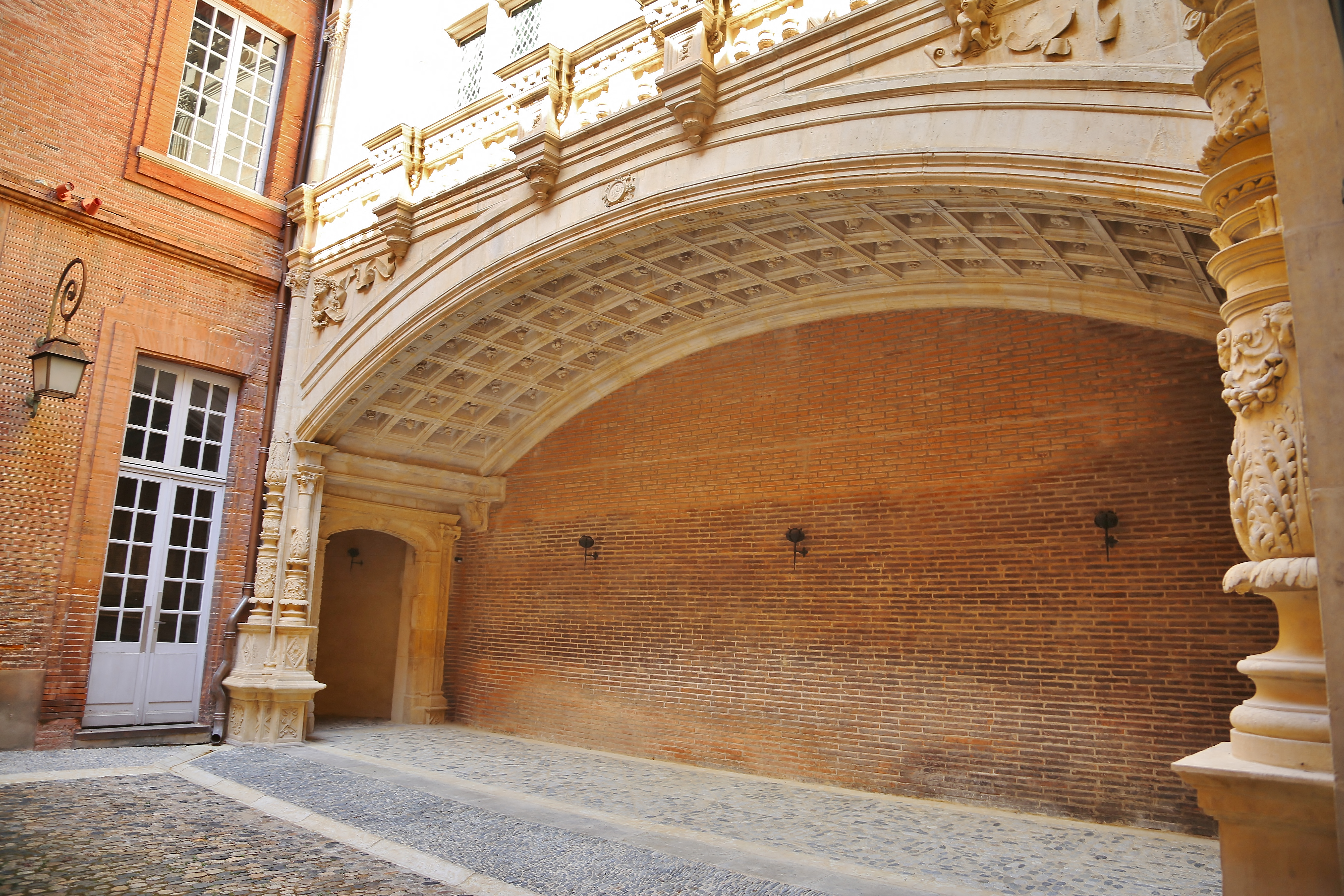
Voûte de l'hôtel de Bernuy

Jean de Bernuy s'intégra particulièrement bien à la haute société toulousaine, et deviendra capitoul en 1533, et épousera Marguerite Du Faur, fille d'un noble parlementaire influent, dont il aura 3 enfants : Jacques, Jean et Guillaume. Il se remariera et aura un enfant de cette seconde épouse, nommé Pierre. Comme la plupart t des pasteliers, il investit sa fortune dans le foncier, et achète la seigneurie de Villeneuve-la-Comptal, la baronnie de Bram et une partie de Saint-Sulpice-la-Pointe, des seigneuries de Léran et de Lasbordes, la « borde noble » de Paleficat, près de Toulouse. Il est aussi propriétaire du château de Saissac dont il va améliorer le confort dans le style de la Renaissance, mais aussi en faire une véritable ferme fortifiée, semblable aux possessions de la noblesse. Il commence aussi la construction de son hôtel particulier, appelé hôtel de Bernuy en 1503, qui sera fini en 1536 et qui est considéré comme l'un des plus impressionnants de Toulouse.

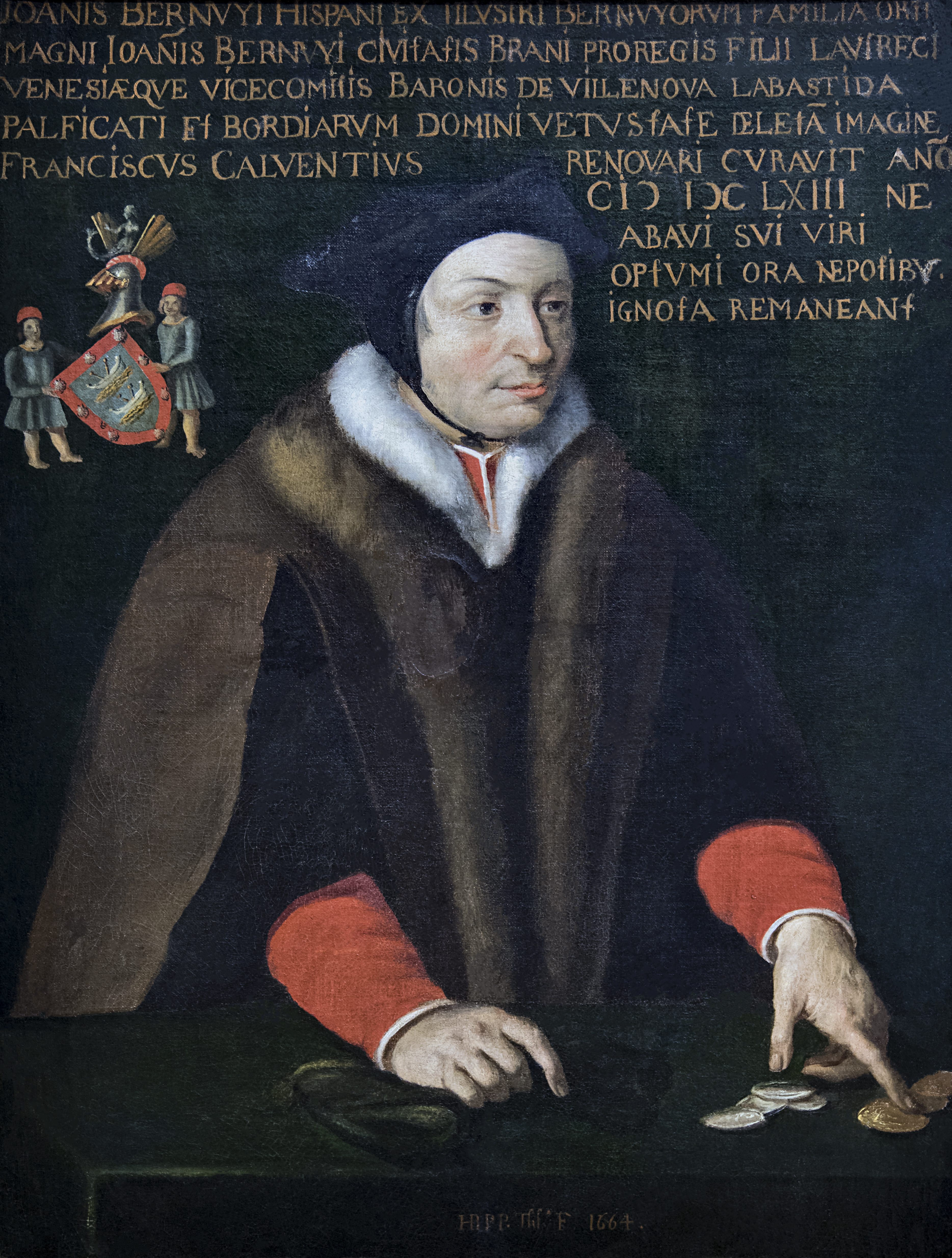
Portrait de Jean de Bernuy (1664)

L'historien très controversé Alexandre Du Mège participera à la création d'une légende dorée autour du personnage de Jean de Bernuy, en lui attribuant un rôle prépondérant au sein même de la royauté française, le faisant passer pour un intermédiaire de première importance entre la France et l'Espagne, ainsi que pour un membre influent du royaume auprès du roi François Ier, on raconte par exemple que ce serait Jean de Bernuy qui se serait porté garant pour le versement de la rançon de François Ier après sa capture lors de la bataille de Pavie, où il affrontait Charles Quint, alors son grand rival, et qu'il serait venu lors de l'inauguration de son hôtel particulier, où il aurait été reçu de façon grandiose, et où la Belle Paule lui aurait remis les clés de la ville. La légende de sa mort, bien que fausse, est elle aussi digne de la Geste toulousaine : il aurait été tué dans la cour de son hôtel, empalé par un taureau opposé à des dogues.

### Déclin
Les Bernuy n'échappent pas à la fièvre religieuse qui s'empare de l'Europe durant la deuxième moitié du XVIe siècle. Les branches d'Anvers et de Toulouse s'étant converties au calvinisme, Jean II mourut en exil, l'hôtel familial devenant le collège des Jésuites (fonction éducative qu'il occupe jusqu'à aujourd'hui, devenant collège royal, puis étant séparé entre un collège et un lycée, et étant aujourd'hui devenu le collège et lycée Pierre-de-Fermat). Les membres de la branche de Burgos durent embaucher des généalogistes afin de prouver leur ascendance pure, mais se déplacèrent sur leurs terres d'Andalousie après la ruine et la mort de Diego III où ils vécurent de leur rente. La famille s'éteint à la fin du XIXe siècle, ruinée par la révolution bourgeoise et la fin de la féodalité. 